# 广西壮族自治区高级人民法院
广西壮族自治区高级人民法院，简称广西高院，是中華人民共和國广西壮族自治区的高级人民法院。

## 沿革
广西壮族自治区高级人民法院成立于1950年11月15日，位于广西壮族自治区首府南宁市。

## 机构设置
- 审判委员会

## 历任领导
院长
- 杨德华（1950年10月－1955年2月）
- 候暮寒（1955年3月－1963年3月）
- 吴洪宁（1963年12月－1968年2月）
- 张复海（1973年8月－1979年12月）
- 吴洪宁（1979年12月－1983年4月）
- 韦立仁（1983年4月－1985年6月）
- 蒙铎（1985年7月－1992年9月 ）
- 黄任文（1993年1月 2001年1月 ）
- 覃日飞（ 2001年1月 2008年1月 ）
- 罗殿龙（ 2008年1月-2016年1月 ）
- 黄克（2016年1月－2018年1月 ）
- 黄海龙（2018年1月—）

副院长
- 戴红兵（2005年8月—）
- 林玉棠（2013年5月30日—）
- 梁梅（2016年3月—）
- 刘继胜（ 2018年5月—）
- 卢上需（ 2018年5月—）

## 知名案例
- 2018年百香果女孩案

## 对应中级人民法院/铁路运输中级法院/海事法院
- 广西壮族自治区南宁市中级人民法院
- 广西壮族自治区梧州市中级人民法院
- 广西壮族自治区钦州市中级人民法院
- 广西壮族自治区桂林市中级人民法院
- 广西壮族自治区贺州市中级人民法院
- 广西壮族自治区河池市中级人民法院
- 广西壮族自治区贵港市中级人民法院
- 广西壮族自治区崇左市中级人民法院
- 广西壮族自治区防城港市中级人民法院
- 广西壮族自治区柳州市中级人民法院
- 广西壮族自治区百色市中级人民法院
- 广西壮族自治区北海市中级人民法院
- 广西壮族自治区玉林市中级人民法院
- 广西壮族自治区来宾市中级人民法院
- 南宁铁路运输中级法院
- 中华人民共和国北海海事法院